# Kenneth Farmer
Kenneth Farmer, född 26 juli 1912, död 12 januari 2005, var en kanadensisk ishockeyspelare. Farmer blev olympisk silvermedaljör i ishockey vid vinterspelen 1936 i Garmisch-Partenkirchen.